# Michał Krasenkow
Michał Krasenkow (Moskou, 14 november 1963) is een Poolse schaker van Russische afkomst. Hij is grootmeester (GM).
- Van 10 t/m 26 januari 2003 speelde hij mee in het Corus-toernooi en eindigde daar op de twaalfde plaats. Viswanathan Anand won het toernooi.
- Krasenkow won in 2006, 2009, 2013 en 2014 het Hogeschool Zeeland Schaaktoernooi.
- In 2006 werd hij negende bij het 15e Monarch Assurance-toernooi.[1]

## Bijdragen aan schaaktheorie
Krasenkow leverde belangrijke bijdragen aan de theorie van de schaakopeningen, met name in de Konings-Indische opening. Mede dankzij zijn gebruik van de zij-variant 5.h3 is dit een erkende variant geworden in het bestrijden van de Konings-Indische verdediging. Inmiddels is het systeem toegpast door onder meer Magnus Carlsen. Het wordt vaak het Makogonov-systeem genoemd, maar sommige auteurs houden het op het Krasenkow-systeem. Zelf gebruikt Krasenkow de benaming Bagirov-systeem. Krasenkows andere belangrijke bijdrage is de "Groningen Aanval" in de Engelse opening (gelijktijdig ontdekt met Vadim Zviagintsev): 1.Pf3 Pf6 2.c4 e6 3.Pc3 Lb4 4.g4!?

## Boeken
Krasenkow schreef diverse boeken over openingen en over het middenspel:
- The Open Spanish. London, Cadogan Books, 1995
- The Sveshnikov Sicilian. London, Cadogan Books, 1996
- Finding chess jewels. London, Everyman Chess, 2013
- Learn from Michal Krasenkow. Landegem, Thinkers Publishing, 2019